# ان‌جی‌سی ۶۷۵۶
ان‌جی‌سی ۶۷۵۶ (انگلیسی: NGC 6756) یک خوشه ستاره‌ای باز در صورت فلکی عقاب است.